# 努马·庞皮里乌斯
努瑪·龐皮留斯（拉丁語：Numa Pompilius，拉丁語發音：[ˈnʊma pɔmˈpɪlijʊs]；前753年4月21日—前673年），羅馬王政時期第二任國王。跟初代國王羅慕路斯以發動戰爭擴大羅馬不同，在其43年的統治中沒有進行一次戰爭，並充實內政。

## 生平
努马·庞皮里乌斯喜歡哲學和冥想，由於不斷思考，在年輕的時候就已經開始生白髮了。努瑪迎娶薩賓國王提圖斯的女兒而成為薩賓國王的女婿，因為不希望獲取權力，而和妻子隱居在森林的小村莊過著優雅和幸福的生活。
但是公元前716年，羅馬國王羅慕路斯「離奇失蹤」，元老院判定他已經升天成為大神奎里努斯，努瑪因其高尚品格而被推舉為羅馬第二任國王。努瑪數次拒絕王位，但由於鳥的占卜顯示出朱庇特、瑪爾斯、奎里努斯三神的神示認為他應該當國王，於是努瑪便決定登基了。而努瑪的妻子也在這時候去世，而努瑪後來跟寧芙之一的厄革里亞相戀，於帕拉蒂尼山以南的噴泉下多次幽會，後來兩人結婚，努瑪從而獲得政治上的助言。
在努瑪成為國王之前的羅馬，一直被鄰近城邦看待成與盜賊集團沒有分別，而努瑪在統治期間確立了法律和風俗禮儀使羅馬成長為充滿文化的城市。至於努瑪本人在前673年壽終正寢，而努瑪的一個女兒和四個兒子都成為後來羅馬門閥望族的祖先。即使努瑪去世後千年，到訪羅馬的人仍然會拜訪努瑪故居的遺址。

## 功績
由於當時的曆法羅馬曆一年只有十個月，使得曆法混亂，於是努瑪決定改革羅馬曆，於舊的羅馬曆增加兩個月成為新的羅馬曆。而努瑪爲了解決羅馬內部氏族之間的紛爭，就把農民分割成細小的集團，為從事商業和手工業的人進行分工，將各氏族視為一個共同體從而將氏族對立問題解決。除此之外，努瑪爲了不隨意發動戰爭，設立了使節一職，在戰爭即將爆發時，請使節和對方商討條件，只有在談判破裂的時候，才會選擇向對方宣戰。
努瑪的功績中最為著名的，是建立了雅努斯神殿。這是專門供奉開始和結束之神雅努斯，這個神殿的門當發生戰爭時就會打開，而當和平的時候就會關閉。這門在努瑪統治期間一直保持關閉狀態，但在其去世後卻一直打開，直到羅馬的帝國時期之間只有在布匿戰爭結束後的六年時間才保持著關閉狀態。
史家普鲁塔克評為：創立宗教制度和祭典禮儀之人。